# 法萨卢斯战役
法萨卢斯战役（Battle of Pharsalus）是公元前48年，以凱撒为首的平民派军队和以格奈乌斯·庞培为首的贵族共和派军队之间展开的罗马内战的决定性战役。凱撒在此役的获胜使其成为罗马共和国的实际最高统治者，罗马开始由共和国向帝国转变，而庞培则败逃埃及，继而被杀。

## 开战之前
在凱撒越過卢比孔河，内战爆发后不久，疏于抵抗的庞培与元老院便于前49年逃离意大利本土前往希腊以组织军队抵抗凱撒。由于缺乏可以与马尔库斯·比布卢斯统帅的强大舰队相抗衡的舰只，且庞培获得了意大利以东各行省、附庸国在人力、物力和财力上的支持，因此凱撒没有直接前往希腊，而是向西巩固其在西地中海的势力范围，特别是对付庞培留在伊比利亚的7个军团的残余势力。在以短短40天的战役攻下希腊人的殖民地馬賽后，凱撒夺取了内、外西班牙行省，并且建立了一支小型舰队。此时，凱撒再次将目光聚焦在希腊的庞培军队。
前48年1月5日，凱撒避开庞培的舰队，率领7个军团渡过亚德里亚海，在埃皮尔登陆，并轻而易举地攻下了阿波洛尼亚。
虽然占有人数上的优势，但是庞培知道凱撒的部队经验丰富，因而没有主动进攻凱撒的部队，而是尝试切断凱撒的补给线，想让后者的部队因饥饿而自动溃败。当凱撒一路追杀到迪尔拉奇乌姆（在今阿尔巴尼亚）时，以少数兵力构筑工事試圖“包围”庞培，但是由于迪尔拉奇乌姆靠海，而庞培又掌握制海权，凱撒无法切断庞培补给线，相反自己却差点因为庞培的一次奇袭而覆灭，不得不转向南面。
庞培则在色萨利与其他贵族共和派成员汇合，在后者的再三催促下，庞培軍在法萨卢斯附近与凱撒軍正面衝突。此时凱撒拥有數支人数较少，但是经验丰富的軍團，包括：
- 从高卢战争中一直跟随凱撒的老兵部队——凱撒最喜欢的第十骑兵军团（骑兵是其軍團名，而非指兵種），以及第八奥古斯塔、第九西班牙及第十二雷神军团；
- 为这次内战而建的第一日尔曼、第三高卢，第四马其顿军团。

虽然名义上有7个军团，但是这些军团几乎每个都缺员严重。由于之前在迪尔拉奇乌姆的损失得不到补充，再加上凱撒希望每支部队能以寡兵換取高機動力，因此有些军团甚至只有一千人，而当时的满员军团（含辅助部队）应当有6,000人。
反观庞培这边共有9个军团的兵力，同时还有大量的辅助部队，而且他已经得到了来自叙利亚的另外两支军团的增援。他拥有人数更多的部队，但是这些部队大多作战经验不足或者是刚刚组建，而且庞培还在同其他元老们争论是否应当在法萨卢斯与凱撒交战。

## 交战过程

### 双方部署
双方指挥官都十分重视侧翼，希望通过侧翼进攻打败对方。由于战斗在埃尼培乌斯河边展开，凱撒的左翼以及庞培的右翼都临近河岸，使得彼此都无法在这一侧发动侧翼迂回攻击，因此双方都在另一侧（即凱撒的右翼、庞培的左翼）部署了更多的兵力，而战役最重要的部分也於此一側展开。
庞培把他几乎所有的骑兵部队以及由投石手、弓箭手所组成的轻型部队部署在了其左翼，希望能通过他占优势的骑兵部队获得胜利。凱撒则把他的骑兵部署在了其右翼，正对庞培的骑兵。此外，他还异乎寻常地从各军团共抽调了6个最精锐的步兵大队，组成了第四线，以一定角度部署在主要步兵方阵的后侧面对敌人的骑兵，并提醒他们胜负就取决于这几个步兵大队的勇敢了。同时，他还命令第三线在没有他命令的情况下不得出动。庞培则将其步兵排成10排，以防士兵溃逃。

### 战斗经过
部署完毕后，双方间留下的距离刚好够双方步兵发起冲锋，但是庞培事先命令士兵不得出击（有悖于当时的常规），据说他是使用了盖尤斯·特里阿里乌斯的疲兵之计，想让凱撒的部队奔跑双倍距离。但也可能是对自己军队的作战能力、士气以及遵纪等诸方面缺乏信心。这一战术被凱撒经验老道的百夫长们看穿了，因而在半路上叫停了冲锋，并重整了队伍，稍事休息再重新发起攻击。
在河岸一侧，轻步兵在重装步兵接阵之前就已经发生了小规模的战斗。提图斯·拉比厄努斯领导的庞培骑兵发起了冲锋，大量投石兵和弓箭兵紧随其后，成功击退了凱撒阵中主要由高卢人和日耳曼人组成的骑兵以及轻步兵部队。但是，当遇到凱撒的重装步兵组成的第四线部队时，拉比厄努斯被击退了（凱撒事先要求其士兵将长矛戳入骑兵的面颊，而不是像通常那样把其作为标枪投掷出去），骑兵们溃退到了周围的山脚下。投石兵和弓箭手则被丢下，孤立无援地遭受歼灭。此时，凱撒将第三线部队投入了正面战斗，几乎同时凱撒的第四线部队转向开始从侧翼进攻庞培。面临正面及侧后夹击的危险，庞培预感到失败已迫在眉睫，因而逃离了战场。共和派军队溃不成军，凱撒很快便洗劫了庞培的营地，并控制了其残部。
|  |  |  |

### 双方损失
据普鲁塔克引述盖乌斯·阿西尼乌斯·波利奥的记载，在這場戰役中，凱撒损失了1,200余人，而庞培方面损失了约6,000人。但据凱撒的《内战记》记载，此役他只损失了30名百夫长及不到200士兵，而庞培却有15,000人阵亡，24,000人被俘，180面军旗和9支军团鹰徽被缴获。

## 战后
这场战役是罗马内战中的决定性战役，庞培几乎全军覆没，仅以身免。罗马境内再无可以和凱撒抗衡的势力，凱撒成为罗马共和国的实际最高统治者。
战后庞培逃亡埃及，并为托勒密十三世所杀，前三头同盟就此结束。而罗马内战并未结束，以庞培的两个儿子为首的贵族共和派继续在埃及及亚非利加行省等地继续与凱撒及其后继者马克·安东尼、屋大维相鬥了数年。追赶庞培来到埃及的凱撒则在此处遇到了人称“埃及艳后”的克利奥帕特拉七世並介入了埃及的內戰，使凱薩放慢了追擊贵族共和派的行動，但並未改變對方的命運。前44年，已被任命为终身独裁官的凱撒为马尔库斯·尤尼乌斯·布鲁图等人所杀。

## 延伸阅读
- Caesar's account of the battle （页面存档备份，存于）.
- Bruère, Richard Treat, (1951). "Palaepharsalus, Pharsalus, Pharsalia" （页面存档备份，存于）. Classical Philology, Vol. 46, No. 2 (Apr., 1951), pp. 111-115.
- Gwatkin, William E. (1956). "Some Reflections on the Battle of Pharsalus" （页面存档备份，存于）, Transactions and Proceedings of the American Philological Association, Vol. 87.
- James, Steven (2016). "48 BC: The Battle of Pharsalus" （页面存档备份，存于）. Non-peer-reviewed publication.
- Holmes, T. Rice (1908). "The Battle-Field of Old Pharsalvs" （页面存档备份，存于） (The Battle-Field of Old Pharsalus). The Classical Quarterly, Vol. 2, No. 4 (Oct., 1908), pp. 271-292.
- Lucas, Frank Laurence (1921). "The Battlefield of Pharsalos" （页面存档备份，存于）, Annual of the British School at Athens, No. XXIV, 1919–21.
- Morgan, John D. (1983). "Palae-pharsalus – the Battle and the Town" （页面存档备份，存于）, The American Journal of Archaeology, Vol. 87, No. 1, Jan. 1983.
- Nordling, John G. (2006). "Caesar's Pre-Battle Speech at Pharsalus (B.C. 3.85.4): Ridiculum Acri Fortius ... Secat Res" （页面存档备份，存于）. The Classical Journal, Vol. 101, No. 2 (Dec. - Jan., 2005/2006), pp. 183-189.
- Pelling, C. B. R. (1973). "Pharsalus" （页面存档备份，存于）. Historia: Zeitschrift für Alte Geschichte. Bd. 22, H. 2 (2nd Qtr., 1973), pp. 249-259.
- Perrin, B. (1885). "Pharsalia, Pharsalus, Palaepharsalus" （页面存档备份，存于）. The American Journal of Philology, Vol. 6, No. 2 (1885), pp. 170-189.
- Postgate, J. P. (1905). "Pharsalia Nostra" （页面存档备份，存于）. The Classical Review, Vol. 19, No. 5 (Jun., 1905), pp. 257-260.
- Rambaud, Michel (1955). "Le Soleil de Pharsale" （页面存档备份，存于）, Historia: Zeitschrift für Alte Geschichte , Vol.3, No.4.
- Searle, Arthur (1907). "Note on the Battle of Pharsalus" （页面存档备份，存于）. Harvard Studies in Classical Philology, Vol. 18 (1907), pp. 213-218.
- Sheppard, Simon (2006). Pharsalus 48 BC: Caesar and Pompey - Clash of the Titans （页面存档备份，存于）, Oxford, Osprey.
- Wylie, Graham (1992). "The Road to Pharsalus" （页面存档备份，存于）. Latomus, T. 51, Fasc. 3 (Juillet-Septembre 1992), pp. 557-565.

## 參看條目
- 世界戰爭列表
- 内战记